# Тузколь (озеро, Райымбекский район)
Тузко́ль (каз. Тұзкөл) — горько-солёное горное озеро в Казахстане, находится на левобережье верховий реки Чарын (Шалкудысу) в Райымбекском районе на юго-востоке Алматинской области. Питание осуществляется только за счёт подземных вод. Относится к бассейну реки Или.
Расположено в горном обрамлении Кегенской впадины (1959 м над уровнем моря), в 70 км на восток от Кегеня (по трассе на Нарынкол). Для автомобилистов — поворот налево с 40 км трассы за селом Сарыжаз и до села Карасаз. Озеро находится в 12 км восточнее этого села и примерно в четырёх километрах к северу от невысокого горного массива Жабартау.
В ясную погоду с Тузколя видны прямо на юге величественные вершины Тянь-Шаня — пирамидальный пик Хан-Тенгри (7010 м) и правее трапеция пика Победы (7439 м).
Солёность озера Тузколь меняется по сезонам года. Установлено, что она может достигать 300 г/л и почти такая же, как в Мёртвом Море в Израиле или Большом Солёном озере в США.
Берега озера низкие и пологие. Грязи озера используются в грязелечении в клиниках Алматы и Алматинской области.

## Топографические карты
- Лист карты K-44-28 Карасаз. Масштаб: 1 : 100 000. Состояние местности на 1986 год. Издание 1991 г.
- Лист карты K-44-29 Тузколь. Масштаб: 1 : 100 000. Издание 1973 г.
- Лист карты K-44-40 Сарыжаз. Масштаб: 1 : 100 000. Состояние местности на 1986 год. Издание 1991 г.